# Faverolles (Aisne)
Pour les articles homonymes, voir Faverolles.
Faverolles est une commune française située dans le département de l'Aisne en région Hauts-de-France.

## Géographie

### Écarts et lieux-dits
- Maucreux.

### Hydrographie
La commune est située dans le bassin Seine-Normandie. Elle est drainée par la Savières, le ruisseau de Nadon, le cours d'eau 02 de la commune de Faverolles, le fossé 01 de la commune de Faverolles, le ru du Flottage, divers bras 01 de la commune de Faverolles divers bras de la Savières et divers autres petits cours d'eau,.
La Savières, d'une longueur de 18 km, prend sa source dans la commune de Parcy-et-Tigny et se jette  dans l'Ourcq à Troësnes, après avoir traversé 13 communes.

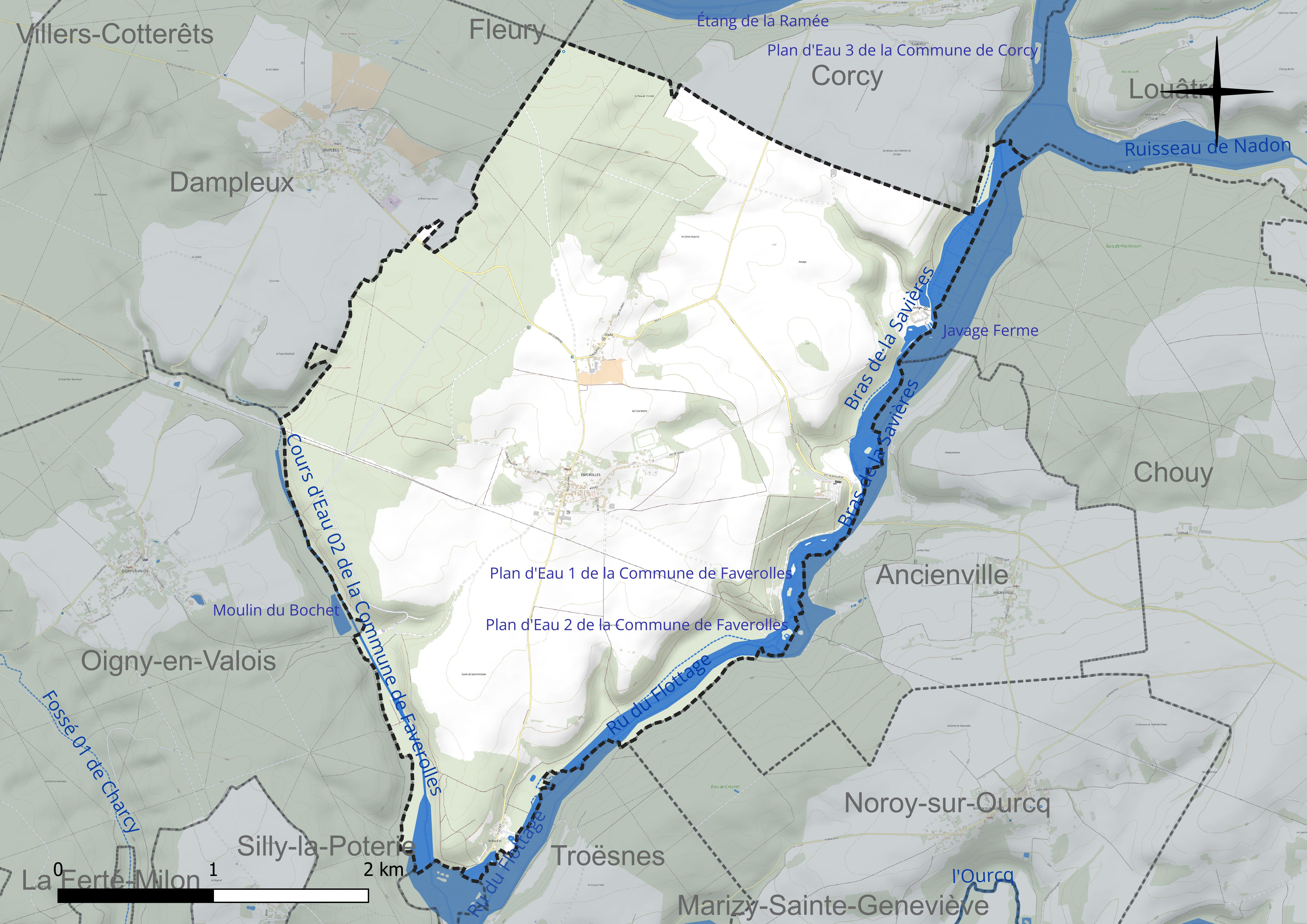
Réseau hydrographique de Faverolles.

Deux plans d'eau complètent le réseau hydrographique : le plan d'eau 1 de la commune de Faverolles (1,5 ha) et le plan d'eau 2 de la commune de Faverolles, d'une superficie totale de 2,1 ha (1,4 ha sur la commune),.

### Climat
Pour des articles plus généraux, voir Climat des Hauts-de-France et Climat de l'Aisne.
En 2010, le climat de la commune est de type climat océanique dégradé des plaines du Centre et du Nord, selon une étude du CNRS s'appuyant sur une série de données couvrant la période 1971-2000. En 2020, Météo-France publie une typologie des climats de la France métropolitaine dans laquelle la commune est exposée à un climat océanique altéré et est dans la région climatique Nord-est du bassin Parisien, caractérisée par un ensoleillement médiocre, une pluviométrie moyenne régulièrement répartie au cours de l'année et un hiver froid (3 °C).
Pour la période 1971-2000, la température annuelle moyenne est de 10,4 °C, avec une amplitude thermique annuelle de 15,4 °C. Le cumul annuel moyen de précipitations est de 732 mm, avec 12,1 jours de précipitations en janvier et 8,6 jours en juillet. Pour la période 1991-2020, la température moyenne annuelle observée sur la station météorologique la plus proche, située sur la commune de Blesmes à 29 km à vol d'oiseau, est de 10,6 °C et le cumul annuel moyen de précipitations est de 713,0 mm,. Pour l'avenir, les paramètres climatiques de la commune estimés pour 2050 selon différents scénarios d'émission de gaz à effet de serre sont consultables sur un site dédié publié par Météo-France en novembre 2022.

## Urbanisme

### Typologie
Au 1er janvier 2024, Faverolles est catégorisée commune rurale à habitat dispersé, selon la nouvelle grille communale de densité à 7 niveaux définie par l'Insee en 2022.
Elle est située hors unité urbaine. Par ailleurs la commune fait partie de l'aire d'attraction de Paris, dont elle est une commune de la couronne,.

### Occupation des sols
L'occupation des sols de la commune, telle qu'elle ressort de la base de données européenne d'occupation biophysique des sols Corine Land Cover (CLC), est marquée par l'importance des territoires agricoles (54,3 % en 2018), une proportion identique à celle de 1990 (54,3 %). La répartition détaillée en 2018 est la suivante : 
terres arables (49,4 %), forêts (42,5 %), milieux à végétation arbustive et/ou herbacée (3,2 %), prairies (2,6 %), zones agricoles hétérogènes (2,3 %).
L'évolution de l'occupation des sols de la commune et de ses infrastructures peut être observée sur les différentes représentations cartographiques du territoire : la carte de Cassini (XVIIIe siècle), la carte d'état-major (1820-1866) et les cartes ou photos aériennes de l'IGN pour la période actuelle (1950 à aujourd'hui).

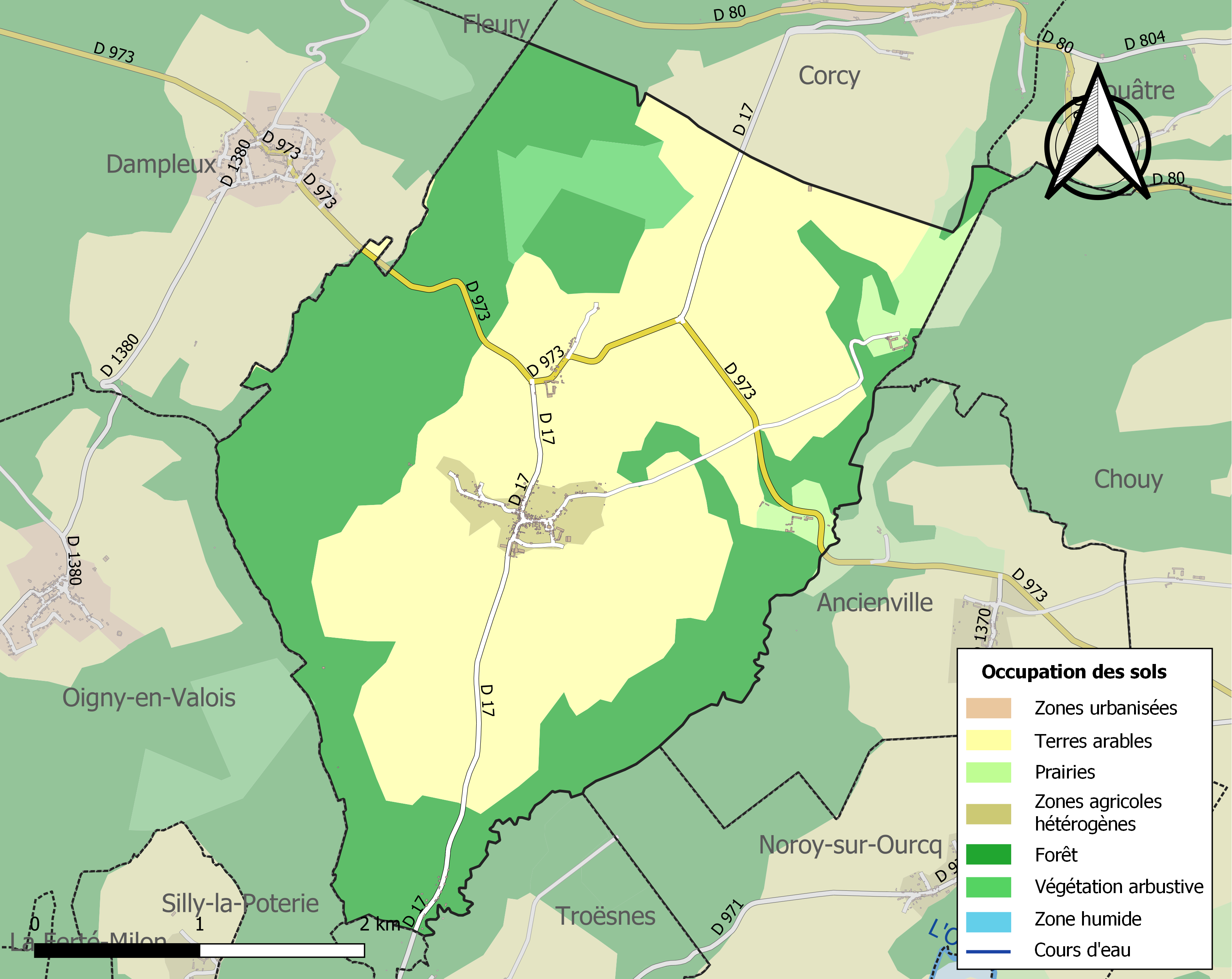
Carte de l'occupation des sols de la commune en 2018 (CLC).

## Toponymie
Le nom de la localité est attesté sous les formes Faveroles (1189) ; Faverole (1224) ; Favrolles (1398) ; Faverolle (1412).
Dérivé du latin faba (fève), donc « champ où l'on cultive des fèves ».

## Histoire
Au VIIIe siècle, la ville a été une donation par Carloman à l'abbaye Notre-Dame de Morienval. Elle était seigneurie du chancelier Duprat et ses descendants de 1586 jusqu'au milieu du XVIIIe siècle.

## Politique et administration

### Découpage territorial
La commune de Faverolles est membre de la communauté de communes Retz-en-Valois, un établissement public de coopération intercommunale (EPCI) à fiscalité propre créé le 1er janvier 2017 dont le siège est à Villers-Cotterêts. Ce dernier est par ailleurs membre d'autres groupements intercommunaux.
Sur le plan administratif, elle est rattachée à l'arrondissement de Soissons, au département de l'Aisne et à la région Hauts-de-France. Sur le plan électoral, elle dépend du  canton de Villers-Cotterêts pour l'élection des conseillers départementaux, depuis le redécoupage cantonal de 2014 entré en vigueur en 2015, et de la cinquième circonscription de l'Aisne  pour les élections législatives, depuis le dernier découpage électoral de 2010.

### Administration municipale
| Période                                  | Période                       | Identité                      | Étiquette | Qualité                                 |
| ---------------------------------------- | ----------------------------- | ----------------------------- | --------- | --------------------------------------- |
| Les données manquantes sont à compléter. |                               |                               |           |                                         |
| 4/02/1790                                | 08/12/1790                    | Barbançon                     |           | comte                                   |
| 20/03/1791                               | 12/12/1791                    | Pierre Oblet                  |           |                                         |
| 12/12/1791                               | 13/12/1791                    | Louis Charles Bacquet         |           |                                         |
| 13/12/1791                               | 07/10/1792                    | Jean Chrisostome Danré        |           |                                         |
| 07/10/1792                               |                               | Jean Fossiez                  |           |                                         |
| 22 floréal an VIII                       |                               | Charles Henri Marie Perrin    |           |                                         |
| 30 prairial an X                         |                               | Charles Choron                |           |                                         |
| 15/12/1807                               |                               | Jean Chrisostome Danré (fils) |           |                                         |
| 1816                                     |                               | Pierre de Lubersac            |           |                                         |
| 1848                                     | 1849                          | Pierre Poncelet               |           |                                         |
| 1849                                     |                               | Georges Danré                 |           |                                         |
| 1872                                     | 1881                          | Charles Bataille              |           |                                         |
| 1881                                     |                               | Alfred Labarre                |           |                                         |
| 1901                                     |                               | Pierre André                  |           |                                         |
| 06/05/1904                               |                               | Guy de Lubersac               |           |                                         |
| 02/06/1932                               | 1935                          | Raoul de Lubersac             |           |                                         |
| 18/05/1935                               | 1938                          | Roger Quartier                |           |                                         |
| 31/12/1938                               |                               | Albert Ducher                 |           |                                         |
| 18/05/1945                               |                               | Albert Ducher                 |           |                                         |
| 26/10/1947                               | 1959                          | Pierre Leclere                |           |                                         |
| 1959                                     | 1965                          | Albert Ducher                 |           |                                         |
| 1965                                     | 1977                          | Pierre Leclere                |           |                                         |
| 1977                                     | 1983                          | R Dupuis                      |           |                                         |
| 1983                                     | 2001                          | Jacques Champy                |           |                                         |
| 2001                                     | mars 2014                     | Alexandre Potel               |           |                                         |
| mars 2014                                | En cours (au 12 juillet 2020) | Christian Poteaux             | SE        | Retraité Réélu pour le mandat 2020-2026 |

## Démographie
L'évolution du nombre d'habitants est connue à travers les recensements de la population effectués dans la commune depuis 1793. Pour les communes de moins de 10 000 habitants, une enquête de recensement portant sur toute la population est réalisée tous les cinq ans, les populations de référence des années intermédiaires étant quant à elles estimées par interpolation ou extrapolation. Pour la commune, le premier recensement exhaustif entrant dans le cadre du nouveau dispositif a été réalisé en 2008.

En 2022, la commune comptait 351 habitants, en évolution de +12,14 % par rapport à 2016 (Aisne : −1,97 %, France hors Mayotte : +2,11 %).
| 1793 | 1800 | 1806 | 1821 | 1831 | 1836 | 1841 | 1846 | 1851 |
| ---- | ---- | ---- | ---- | ---- | ---- | ---- | ---- | ---- |
| 450  | 472  | 463  | 423  | 467  | 465  | 481  | 496  | 488  |

| 1856 | 1861 | 1866 | 1872 | 1876 | 1881 | 1886 | 1891 | 1896 |
| ---- | ---- | ---- | ---- | ---- | ---- | ---- | ---- | ---- |
| 472  | 456  | 468  | 503  | 483  | 500  | 535  | 504  | 506  |

| 1901 | 1906 | 1911 | 1921 | 1926 | 1931 | 1936 | 1946 | 1954 |
| ---- | ---- | ---- | ---- | ---- | ---- | ---- | ---- | ---- |
| 461  | 463  | 450  | 367  | 403  | 369  | 367  | 383  | 359  |

| 1962 | 1968 | 1975 | 1982 | 1990 | 1999 | 2006 | 2008 | 2013 |
| ---- | ---- | ---- | ---- | ---- | ---- | ---- | ---- | ---- |
| 364  | 361  | 283  | 265  | 308  | 319  | 340  | 346  | 310  |

| 2018 | 2022 | - | - | - | - | - | - | - |
| ---- | ---- | - | - | - | - | - | - | - |
| 322  | 351  | - | - | - | - | - | - | - |

## Lieux et monuments
- Château de Maucreux, reconstruit dans les années 1930-1935 pour la famille Lubersac.
- Moulin de Maucreux.
- Église Saint-Pierre

## Personnalités liées à la commune
- Raoul de Lubersac,  mort au château de Maucreux.

## Littérature
- Dans Les misérables de Victor Hugo, c'est à Faverolles que Hugo situe la naissance de Jean Valjean.

## Pour approfondir